# Wallametopa cabon
Wallametopa cabon is een vlokreeftensoort uit de familie van de Stenothoidae. De wetenschappelijke naam van de soort werd in 1974 voor het eerst geldig gepubliceerd door Jerry Laurens Barnard.